# Liga gegen Imperialismus
Die Liga gegen Imperialismus und für nationale Unabhängigkeit war eine grenzüberschreitende Organisation. Sie wurde unter Federführung der Kommunistischen Internationale (Komintern) von Willi Münzenberg, dem Vorsitzenden der Internationale Arbeiterhilfe (IAH), aufgebaut und zielte auf die Ausbreitung der Revolution des Proletariats durch Unterstützung der Freiheitskämpfe vom Kolonialismus betroffener Nationen.
1925 wurde in Berlin die Liga gegen Kolonialismus gegründet. Mit Hilfe der IAH wurde diese weltweit verankert und hatte im Februar 1927 mit dem Brüsseler Kongress gegen koloniale Unterdrückung und Imperialismus ihren größten Erfolg. Eine scharfe Linkswendung im Kurs der Komintern erschwerte von 1929 an den Sozialisten unter den Mitgliedern ein Verbleiben, sodass die Liga fortan bedeutungslos wurde.

## Ursprünge
Den Namen lieferten chinesische Kommunisten in Moskau, die dort bereits 1924 eine Liga für den Kampf gegen den Imperialismus aufgestellt hatten. China war auch der Schauplatz eines umfassenden Aufstands gegen ausländische Unternehmen, der von Shanghai mit der Bestreikung japanischer Textilfabriken und einem Einsatz britischer Truppen 1925 seinen Ausgang nahm. Die brutale Niederschlagung der Bewegung sorgte für Empörung im Westen, wo Liberale weithin in den Kolonien den sichtbarsten Ort für die hemmungslose Ausbeutung von Menschen durch andere fanden.
Nachdem in Deutschland die ärgste Not der Nachkriegszeit gelindert war, hatte Willi Münzenberg mit seiner IAH Kapazitäten frei für eine Chinakampagne,  was am 16. August 1925 zu einem Kongress Hände weg von China im Berliner Herrenhaus führte. Ein Jahr später kündigte die deutsche Filiale seiner Neugründung, die sich Liga gegen Kolonialgreuel und Unterdrückung nannte, die Abhaltung einer internationalen Konferenz an. Münzenbergs Kampagne, die von Chiang Kai-sheks sowjetischem Berater Michail Borodin in China betrieben wurde, beunruhigte die britische Regierung.
Neben den großen Kampagnen unterstützte die Liga auch kleine antikoloniale Gruppen in Deutschland, so zum Beispiel die Liga zur Verteidigung der Negerrasse.

## Brüsseler Kongress
Émile Vandervelde, Sekretär der II. Internationale, war in Belgien gerade Außenminister geworden und konnte die von Münzenbergs Vertrauensmann Louis Gibarti vorgebrachte Bitte um Erlaubnis schlecht abschlagen, nachdem akzeptiert war, Belgisch Kongo nicht zu thematisieren und dem staatlichen Sicherheitsdienst die zu erwartenden Delegierten zu nennen. Die Pariser Presse war über diese Genehmigung empört.
Jawaharlal Nehru und Motilal Nehru unterstützten die Idee des Kongresses, woraufhin die anfänglich ablehnende Haltung der Komintern in Moskau kippte. Man hoffte nun auf Begegnungen mit Labour-Mitgliedern und Möglichkeiten indirekter, unauffälliger Einflussnahme auf die britische Politik. Henri Barbusse ließ sich für den Vorsitz im Sekretariat des Kongressbüros gewinnen. Die Entscheidung, wer eingeladen werden durfte, traf Marcel Rosenberg, ein Beamter des sowjetischen Außenamtes.
Jawaharlal Nehru dürfte der bekannteste Teilnehmer gewesen sein, mit ihm kam der Journalist A. C. Narayanan Nambiar, der noch indischer Botschafter in Bonn wurde. Messali Hadj, Führer des Nordafrikanischen Sterns kam, und Mohammad Hatta, Führer der indonesischen Freiheitsbewegung Sarekat Islam. Mexiko ließ in Berlin den Botschafter Ramón P. de Negri die Liga fördern und unterstützte den Kongress großzügig finanziell. 37 Länder waren vertreten mit 134 Organisationen, die 174 Delegierte entsandten. Neben Barbusse wurden Romain Rolland, George Lansbury, Upton Sinclair, Albert Einstein, Madame Sun Yat-sen, J.D. Nehru und Maxim Gorki zu Ehrenmitgliedern des Präsidiums gewählt. Edo Fimmen wirkte als Versammlungsleiter und war wesentlich daran beteiligt, dass der Kongress zustande kam und die Liga gegründet wurde.
Ligadelegierte, die auf das Gebiet „ihrer“ Kolonialmächte zurückkehrten, erlebten das volle Maß der Unterdrückung: Inder wurden bei der Einreise von den Briten verhaftet und der Senegalese Lamine Senghor kam in Frankreich ins Gefängnis und starb dort an Tuberkulose. Julio A. Mella, Vertreter der Liga in Mexiko und Gewerkschafter, ermordete man in Kuba.

## Vorbehalte bei den Sozialisten
Die Liga-Filiale in Großbritannien gab vierteljährlich The Anti-Imperialist Review heraus, ein Blatt, das man auch in deutscher und französischer Übersetzung veröffentlichte. Fenner Brockway übernahm von Lansbury den Vorsitz des Exekutivkomitees, als jener zum Labour-Vorsitzenden gewählt wurde. Brockway warb bei den Sozialisten für die Liga, wies die Behauptung zurück, kommunistische Organisationen seien ihre Finanziers, und meinte, von den 1700 Pfund Kosten des Kongresses seien nur 30 Pfund von Kommunisten aufgebracht worden. Tatsächlich hatte Münzenberg alles mit einem zufriedenen Ossip Pjatnizki abgerechnet. Für die II. Internationale lag Friedrich Adler also richtig mit den vermuteten kommunistischen Initiatoren und er hielt die Liga für ein neues „Einheitsfrontmanöver“. Otto Wels griff Brockway in einer Rede an, schließlich verzichtete der Brite auf seine Liga-Ämter um als ILP-Vorsitzender in der II. Internationale zu verbleiben.

## Von der Spaltung der Kuomintang zum Ende der Liga
Die chinesische Streikbewegung konnte im März 1927 den Erfolg der Besetzung Shanghais verbuchen, angetrieben von Borodin wollte der linke Flügel der Kuomintang Verhältnisse nach bolschewistischem Vorbild herbeiführen, während Chiang Kai-shek im Interesse der bürgerlichen Nationalrevolutionäre nicht nur dagegenhielt, sondern ein Massaker unter den kommunistischen Parteifunktionären befahl.
Statt Umgarnung erlebten die Sozialisten in der Liga nun heftige Angriffe seitens der Kommunisten. Bei einem Kongress in Frankfurt am Main kam es am 21. Juli 1929 zum Bruch. ILP-Mitglied James Maxton, Hatta, Fimmen und Nehru traten aus der antiimperialistischen Liga aus – letzterer musste sich noch den Vorwurf gefallen lassen, die Sache der Befreiung des indischen Volkes vom Joch des britischen Imperialismus verraten zu haben.